# قرية إشنيوان

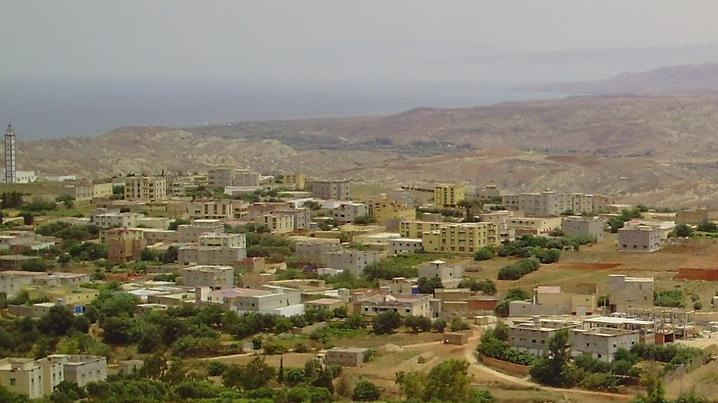
صورة

إشنيوان أو أشنيوان أو إجطي هو اسم لأكبر تجمع سكني بإقليم الدريوش (أكبر من كرونة وبودينار وتزاغين).إشنيوان كلمة أمازيغية قحة تعني في اللغة العربية التوأم، وهي أحب الأسماء لدى سكانها ؛ وهو اسم على مسمى فمن يعرف إشنيوان يدرك أنه الاسم المناسب لهم نظرا لما عرف عنهم من ترابط قوي وتراحم وأخوة بينهم.
توجد قرية إشنيوان في قبيلة تمسمان على الشريط الساحلي و تتميز هذه القرية أو هذا التجمع السكاني بكثرة الكثافة السكانية في هذه المنطقة تبلغ حوالي تسعة آلاف نسمة و تتميز أيضا هذه المنطقة من تمسمان بطبيعتها الانبساطية و توجد بالقرب من البحر بحيث لا يفصل هذه المنطقة عن البحر سوى بضع كيلومترات.

## جغرافيا
تقع قرية إشنيوان في أقصى شمال جماعة بودينار يحدها شمالا البحر المتوسط، شرقا الواد الكبير حتى الزاوية الشمالية الشرقية حيث يتواجد مدشر إيت تيار، في جهة الجنوب إغزار أمقران، أما في الجنوب الغربي فتحدها مداشر بومعاذ واسعيدة ثم من جهة الغرب أيت تعبان.
يغلب على تضاريس إشنيوان طابع الانبساط فهي عبارة عن هضبة متوسطة الارتفاع تخترقها أودية متعمقة، وتنتهي هذه الهضبة بحافات في جميع الجهات. وتزخر هذه الهضبة بتربة حمراء وبنية خصبة. أما المناخ فهو متوسطي : حار وجاف خلال الصيف وبارد وممطرشتاء، كما تظهر فيه جميع الفصول الأربعة. أما المجاري المائية فباستثناء إغزار أمقران الذي أصبح في السنوات الأخيرة شبه دائم الجريان، لا توجد مجاري مائية دائمة فكل الأودية الموجودة بالقرية موسمية مرتيطة بالتساقطات المطرية. وتتوفر القرية على عدة عيون وأبار.
أما الغطاء النباتي الطبيعي فهو قليل يتكون من عدة أعشاب أبررها الشيح ثم العابة المتواجدة فوق جبل قوييع.

## مصدر المعلومات عن تمسمان
شبكة تمسمان الإعلامية